# 南鈴原
南鈴原（みなみすずはら）は、兵庫県伊丹市の地名。現行の行政地名は南鈴原一丁目から南鈴原四丁目。住居表示は未実施(地番整理済み)。2011年（平成23年）10月1日現在の伊丹市による推計人口は1,974人。郵便番号は664-0883。

## 地理
北を鈴原町、東を御願塚、南を南野、西を南野北、北西の一点で美鈴町と接する。
全域が伊丹市立鈴原小学校（御願塚6丁目）および伊丹市立南中学校（南町）の校区に属する。

## 歴史
旧大字南野南菱町（なんりょうちょう）を中心とする区域である。1995年（平成7年）に旧大字南野小豆領（あずきりょう）が鈴原町9丁目として編入された際に大字南野の残余の部分を以て新しく南鈴原1〜4丁目が設置され、住居表示が実施された。
旧地名の南菱町は伊丹市南部の若菱町と同様、三菱電機伊丹製作所に由来して命名された。小字としては比較的新しい地名であり、現在も伊丹市バスの停留所や町内の共同利用施設の名称に「南菱」が使用されている。

### 地名の由来
鈴原町の南に当たることから命名された。鈴原町は1〜4丁目が旧川辺郡伊丹町大字伊丹、5〜7丁目と8丁目の一部が旧川辺郡稲野村大字昆陽であったのに対し、南鈴原は鈴原町9丁目と同様に旧稲野村大字南野の一部だった地域である。

## 交通
南野との境界部分に沿って山陽新幹線の高架が走っている。町内に鉄道は走っておらず、東へ300mほどの阪急伊丹線新伊丹駅が最寄駅である。
伊丹市バスでは、県道142号線沿いに南菱停留所を設置している。南鈴原に町名が変更されて以降も、バス停の名称を変更する動きは無い。

## 施設
- 伊丹市消防局東消防署 南野出張所
- 伊丹市共同利用施設南菱センター
- 伊丹市共同利用施設さつきセンター